# Hôpital de Porvoo
L'hôpital de Porvoo (en finnois : Porvooon sairaala) est un hôpital du HUS situé à Porvoo en Finlande. 

## Présentation
L'hôpital de Porvoo assure les soins médicaux et le service de garde pour Lapinjärvi, Loviisa, Pornainen, Porvoo et Sipoo.